# Parafia św. Pawła (Dominika)
Parafia świętego Pawła (ang. Saint Paul Parish) – jedna z 10 parafii we Wspólnocie Dominiki, znajdująca się w zachodnio-centralnej części kraju. Stolicą parafii jest Canefield.
Graniczy z parafiami: św. Józefa od północy, św. Dawida od zachodu oraz św. Jerzego od południa.

## Miejscowości
- Canefield
- Mahaut
- Massacre
- Pont Cassé